# Первая Кишинёвская гимназия
Кишинёвская мужская гимназия — среднее учебное заведение Российской империи, первая гимназия Кишинёва.

## История
Первым, кто ходатайствовал перед начальством об открытии в Кишинёве гимназии, был управляющий Дирекции народных училищ Бессарабской области И. Ф. Гриневич. По его инициативе при Кишиневском уездном училище были организованы два специальных класса, в которых обучались наиболее способные учащиеся, готовившиеся к поступлению в гимназию. Его дело продолжил профессор Ришельевского лицея П. В. Архангельский, который добился выделения из казны необходимых денежных средств (37 тыс. руб.) на содержание будущей гимназии, позаботился о выписке учебников, учебных пособий и инструментов, о создании библиотеки. Он подобрал штат преподавателей, большинство из которых закончили Московский и Харьковский университеты, а также Ришельевский лицей; «привел их к присяге», «отобрал» обязательную для того времени подписку о непринадлежности к масонским ложам и противоправительственным обществам.
Наконец, после четырёхлетней подготовительной работы, в соответствии с уставом от 1828 года, 12 сентября 1833 года в Кишинёве была открыта мужская гимназия. По уставу она имела семилетний курс обучения, но первоначально были открыты три младших класса, в которых начали обучение сорок два мальчика. В течение пяти лет происходила частая смена директоров гимназии, пока в 1838 года к руководству не пришёл Иван Александрович Нелидов, который возглавлял гимназию почти пятнадцать лет. После него директорами были такие известные личности, как К. П. Яновский (в 1863—1871 гг.) и В. Л. Соловьёв (в 1881—1904).
Гимназия разместилась в особняке кишиневского купца Старченко, который арендовали на три года, заплатив владельцу годовую аренду в размере 5550 рублей ассигнациями. С 1838 года она находилась в доме купца Карасика, рядом с городским рынком. В 1846 году для гимназии были арендованы два здания владения Монастырского. Из-за частой смены зданий, которые не совсем были пригодны для организации в них учебного процесса, назрела необходимость в приобретении собственного здания. И в 1863 году для гимназии был приобретён дом купца 2-й гильдии Я. Богачева. Во дворе купленного владения находилась госпитальная церковь, которая временно была в пользовании Люблинского полка. В 1865 году помещение церкви (освящённой во имя святого апостола Андрея Первозванного) перешло к гимназии.
Реформа 1864 года разделила средние учебные заведения на три категории: классические гимназии, реальные гимназии и реальные училища. Кишинёвская мужская гимназия получила статус классической гимназии, в которой основными предметами стали классические языки и математика.
На основании решения Государственного совета от 11 января 1871 года в Кишинёве должна была открыться классическая средняя школа с обязательным изучением латинского языка. Официальное открытие Кишинёвской прогимназии состоялось 1 сентября 1871 года в составе четырёх классов; в 1884 году она была преобразована во 2-ю Кишинёвскую гимназию, а прежняя стала называться Первая классическая мужская Кишинёвская гимназия.
В 1886 году началась капитальная перестройка здания 1-й Кишинёвской гимназии, которое строилось для военного ведомства и служило для размещения лазарета. Это казарменного типа строение директор гимназии В. Л. Соловьёв решил перестроить по новому проекту, соответствовавшему современным требованиям, предъявляемым к школьным помещениям. Автором проекта стал архитектор Г. Ф. Лонский. Перестройка главного здания гимназии (в настоящее время — здание Национального музея истории Молдовы), его флигелей и служб производилась в течение почти двадцати лет. В 1893 году вокруг гимназии постелили тротуар, через три года перестроили правое крыло главного здания; в 1899 году начал перестраиваться флигель, где находились квартиры служащих и больница; в 1903 году начали перестройку левого крыла главного здания.
В 1904—1907 годах директором был Стефан Георгиевич Квитницкий, затем — Иван Александрович Клоссовский.

## Выпускники
См. также: Выпускники Кишинёвской 1-й гимназии
1846
- Михаил Шугуров

1851
- Александр Нелидов (золотая медаль)

1854
- Самуил Штейнберг

1856
- Михаил Бейдеман

1863
- Карл Шмидт

1865
- Семён Герцо-Виноградский

1871
- Михаил Крупенский

1883
- Владимир Лавдовский

1886
- Лев Тарасевич

1887
- Абрам Гершензон
- Михаил Гершензон

1890
- Владимир Гордон

1899
- Владимир Деревенко

1909
- Илья Шатенштейн

1912
- Сергей Лазо

## Рекомендуемая литература
- Кишиневская областная, впоследствии губернская, ныне первая гимназия. Ист.-стат. очерк за 75-летие её существования (1833 12 сент./12 сент. 1908 гг.) / Сост. законоучитель гимназии прот. Н. В. Лашковым при участии преп. П. Д. Колева и И. П. Зеленева. — Кишинев: тип. Бессараб. губ. правл., 1908. — 587 с. разд. паг., 12 л. ил.

Архив
- Ф. 1862: Бессарабский директориат просветления и культов и его учебные заведения. — Оп. 25: Кишиневская мужская гимназия Б. П. Хаждэу. Архивировано из оригинала 16 февраля 2019 года.